# 钟辅廷墓
钟辅廷墓位于中国广东省广州市白云区白云山五龙谷。建于清光绪二十二年（1896），为钟辅廷的墓葬。2005年9月公布为广州市登记保护文物单位，2008年12月19日公布为广州市文物保护单位。

## 相关链接
- 钟辅廷墓_广州市文化广电新闻出版局 （页面存档备份，存于）
- 广州白云山风水游〈一〉_新浪博客 （页面存档备份，存于）